# خیارشور

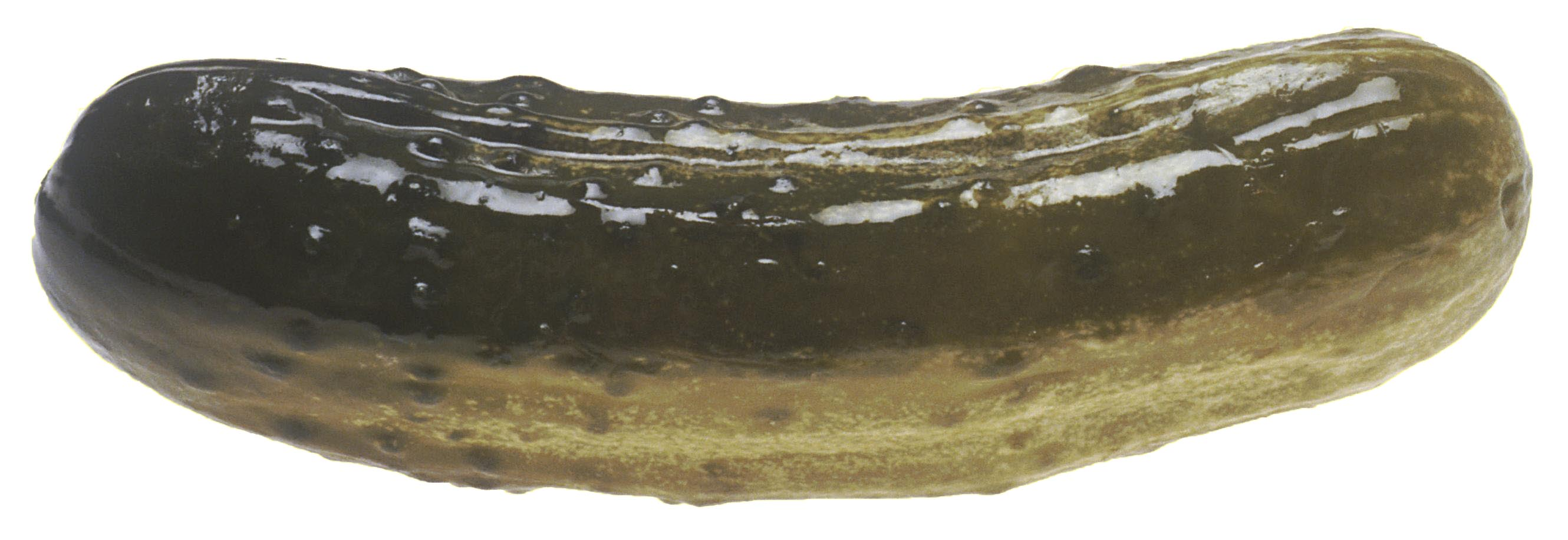
یک خیار شور آماده

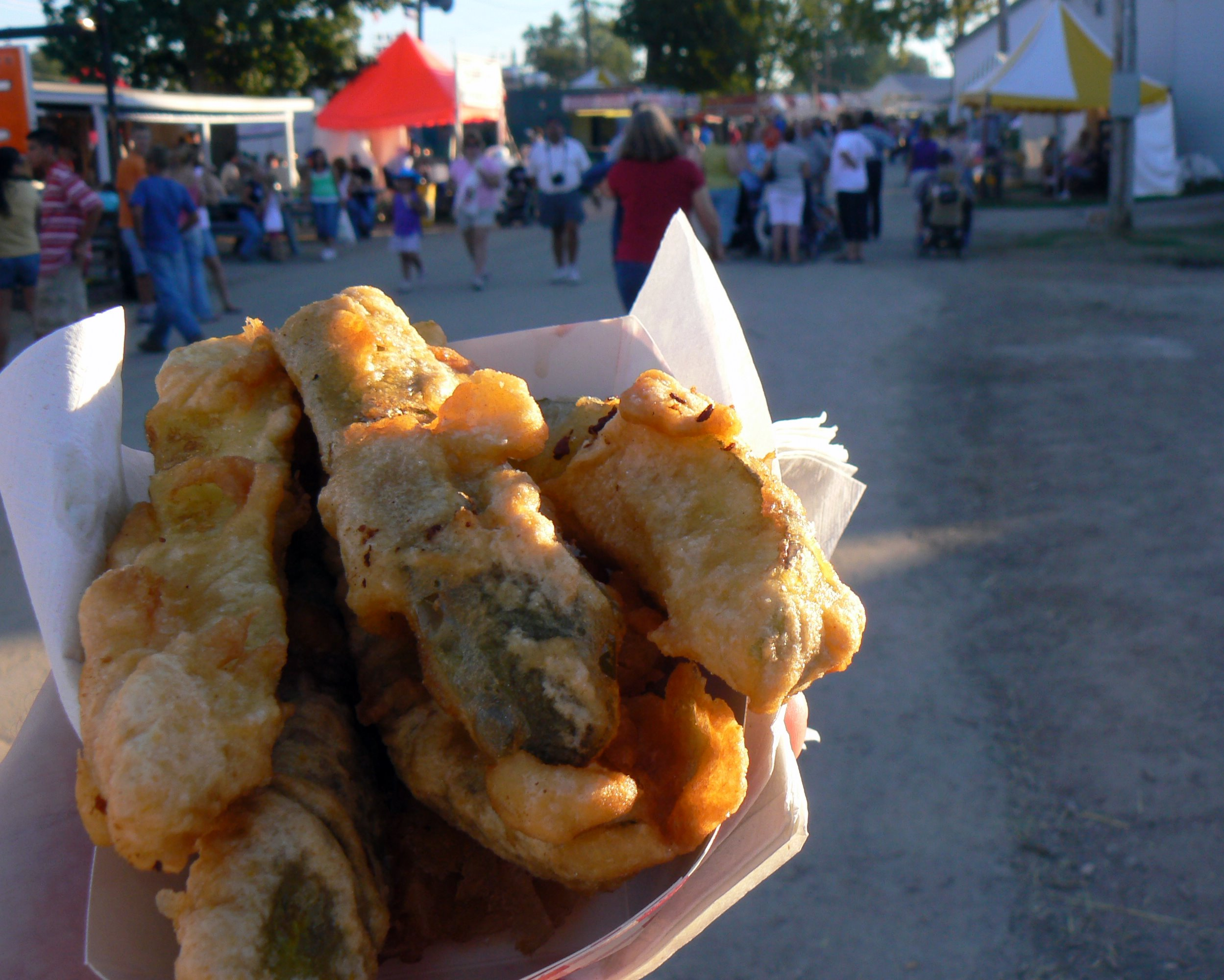
خیارشور سوخاری در آمریکا

خیارشور یک خوراکی از نوع شور است. برای تهیه خیار شور، خیار قلمی را در یک بازه زمانی مشخص در آب شور و سرکه یا محلول‌های مشابه مانند لاکتیک اسید قرار می‌دهند.

## مواد مغذی
مانند سایر گیاهان ترشی‌شده، خیارشور نیز کالری کمی دارد. خیارشور دارای مقداری کافی ویتامین کا است. یک خیارشور به‌طور میانگین حاوی ۱۲ تا ۱۶ میکروگرم و تقریباً ۱۵٪ تا ۲۰٪ ویتامین کای مورد نیاز بدن در یک روز است. ویتامین K یک گروه از ساختار مشابه، محلول در چربی ویتامین‌هایی است که بدن انسان برای اصلاح پروتئین‌های خاصی که برای انعقاد خون است و همچنین در استخوان و دیگر بافت‌ها به آن احتیاج دارد. همچنین خیارشور حاوی سه کیلوکالری انرژی است که از کربوهیدراتهای موجود در خیار به دست می‌آید. به هر حال خیارشور حاوی سدیم زیادی است. به‌طوری‌که هر خیارشور متوسط ۳۵۰ تا ۵۰۰ میلی‌گرم سدیم دارد در حالی که بیشینه سدیم روزانه مورد نیاز یک فرد، ۲۴۰۰ میلی‌گرم است.

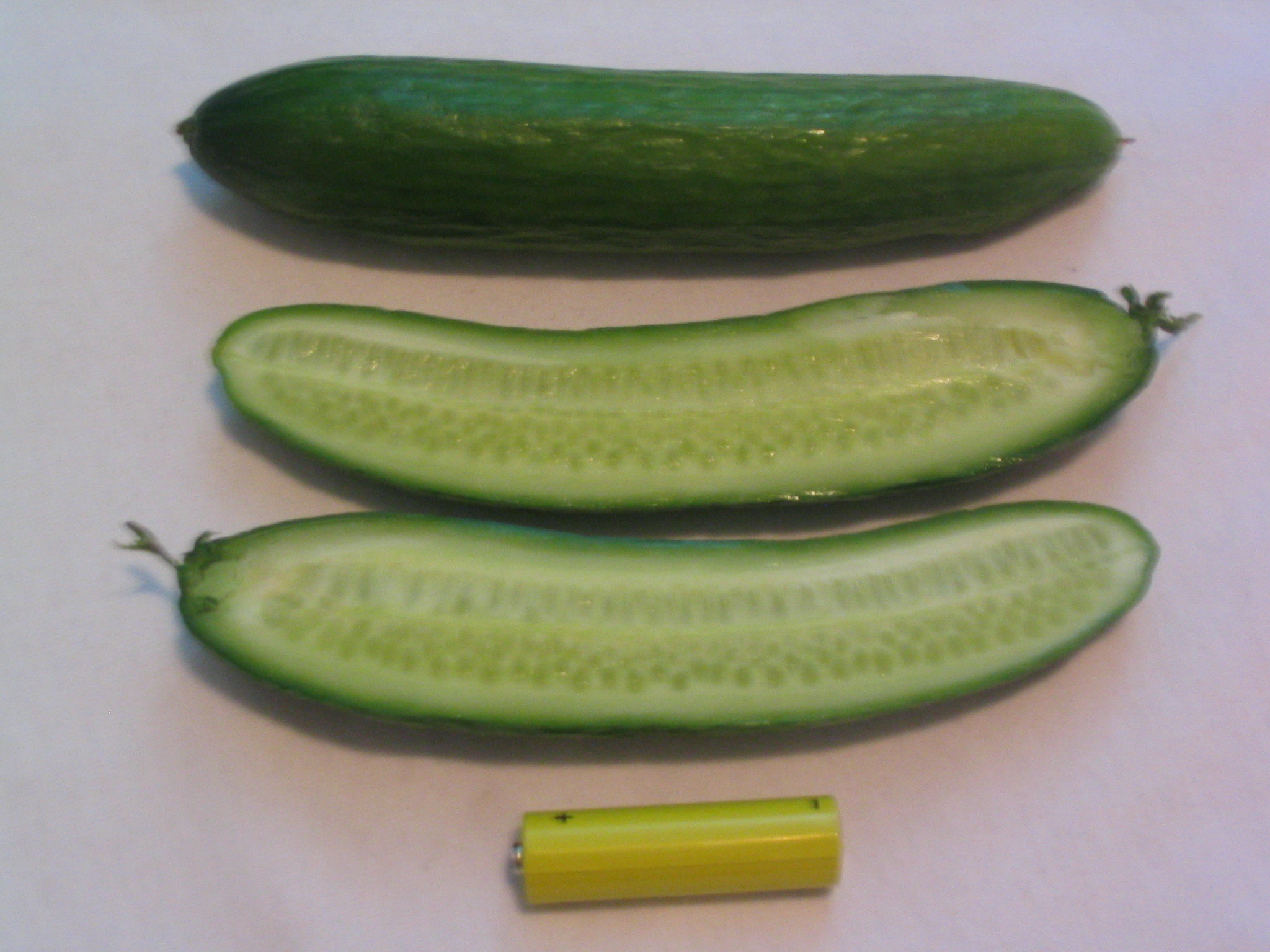
خیار قاچ شده

## طرز تهیه

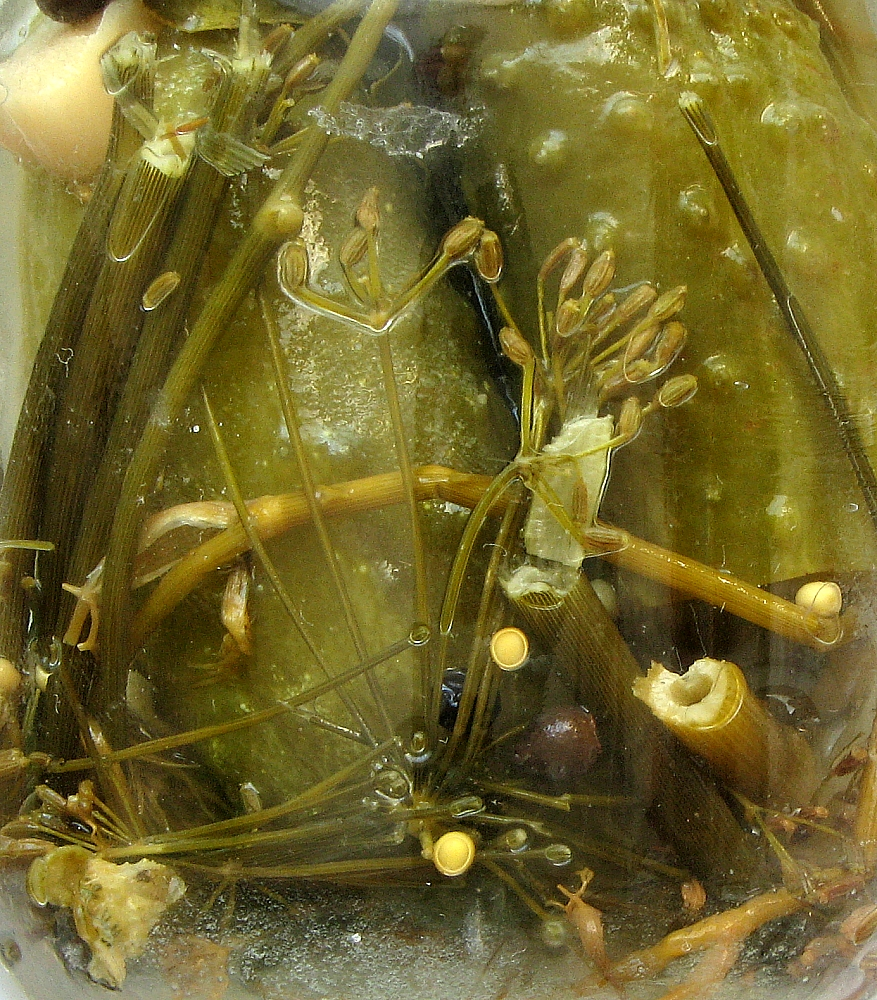
خیارشور

مواد لازم برای تهیه خیارشور سنتی ایرانی عبارت است از خیار قلمی، نمک، آب، سیر و ترخون. مقدار نمک به آب از ۱۰ تا ۲۰ درصد تغییر می‌کند. معمولاً برای افزایش طول عمر خیار شور سرکه به ترکیب افزوده می‌شود. فلفل تند قرمز یا سبز و سبزیجات معطر دیگر مثل شوید، مرزه و گشنیز ممکن است به خیار شور اضافه شوند.

### روش صنعتی
آب را جوشانیده (برای استریل شدن) و نمک و سرکه را در آن حل می‌کنند.
خیار و سیر و سبزیجات را شستشو و پاک کرده و مخلوط آب و نمک و سرکه را به آن می‌افزایند.
سپس بسته‌بندی شده و بعد از ۱۵ تا ۲۰ روز خیارشور آماده مصرف می‌گردد.
در کارخانجات به جای جوشاندن آب مخلوط نهایی را در هنگام بسته‌بندی استریل می‌کنند.

### روش سنتی یا تخمیری
این روش برخلاف روش صنعتی دارای فرایندی ساده‌تر و طعمی بهتر است و مشکل آن کپک زدن زودتر و آماده شدن دیر (حدود ۴۰ روز) می‌باشد. در این روش آب جوشانده نمی‌شود و از نمک بدون ید با درصد ۷ تا ۱۲ درصد نسبت به آب استفاده می‌شود. باید خیارها را شسته و جهت جلوگیری از لیز شدن با وسیله‌ای تیز مثل سوزن یا میخ سوراخ کرد. خیار و آب را در ظرفی با در محکم یا پیت حلبی ریخته و سیر و سبزیجات معطر مثل شوید، ترخون، مرزه، ریحان به آن افزوده می‌شود. در ظرف بسته یا لحیم شده و در جایی خنک و دور از آفتاب قرار داده می‌شود.
به علت جذب محلول توسط خیار بعد از یک هفته باید مقداری محلول آب نمک به ظرف اضافه نمود و دوباره در آن را بست و تا رسیدن خیار شور صبر کرد. در این روش از جوهر لیمو (اسید سیتریک) و زاج سفید به عنوان نگهدارنده استفاده می‌شود.

## فواید خیار شور
خیارشور منبعی از آنتی‌اکسیدان‌هاست و در بهبود سیستم گوارشی، کنترل دیابت، ارتقاء سلامت کبد و معده، کاهش وزن، کاهش تهوع صبحگاهی، کاهش خطر ابتلا به سرطان طحال، کاهش خطر ابتلا به عفونت مخمر، کاهش استرس، بهبود سلامت روانی و جلوگیری از یبوست مفید است.